# IC 4646
IC 4646 је спирална галаксија у сазвјежђу Олтар која се налази на листи објеката дубоког неба у Индекс каталогу.
Деклинација објекта је - 60° 0' 1" а ректасцензија 17h 23m 53,4s. Привидна величина (магнитуда) објекта IC 4646 износи 11,9 а фотографска магнитуда 12,6. Налази се на удаљености од 30,330 милиона парсека од Сунца. IC 4646 је још познат и под ознакама ESO 138-23, IRAS 17194-5957, PGC 60208.